# Base aérienne de Nikolaïev-Koulbakino
La base aérienne de Mykolaïv-Koulbakine, ou Koulbakine (en ukrainien : Кульбакине), est une base située à l'est de la ville de Mykolaïv, dans l'oblast de Mykolaïv, en Ukraine.

## Histoire
En temps de paix, c'est la base d'attache de la 299e brigade d'aviation tactique, qui vole sur Soukhoï Su-24M, Soukhoï Su-25, Aero L-39 Albatros et Aero L-39M (ces deux derniers comme avions d'entraînement).

## Voir aussi

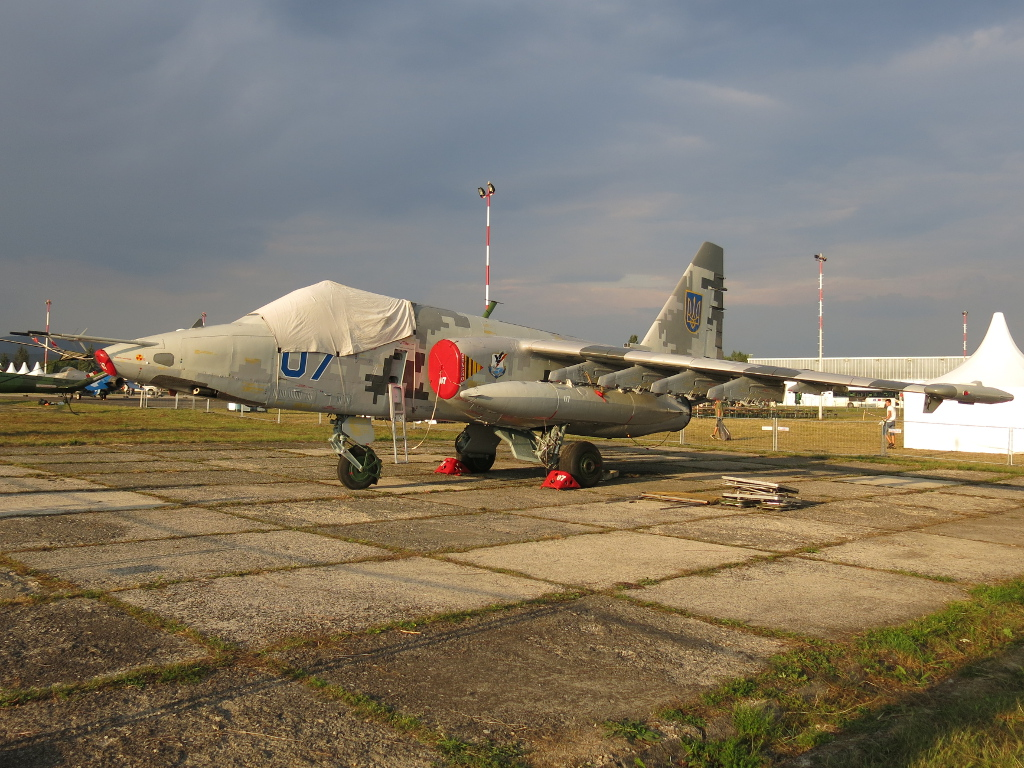
Un Su-25 du 299e sur la base.

### Situation
| Berdiansk Oujhorod Brody Ouman Kanatove Konotop Djankoï Tchouhouïv Kryvyï Rih Donetsk Sébastopol DniproVesseloïeBaheroveHorodokChersonèseGvardeïskoïeKatchaIvano-Frankivsk Izmaïl JovtneveJytomyr Koulbakino Kharkiv · Charcovie Khmelnytskyï Kherson KrementchoukKiev/Kyïv · Jouliany Kiev/Kyïv · Boryspil Kryvyï Rih Kolomya Loutsk Louhansk LvivMarioupol Mykolaïv Myrhorod Nijyn Odessa Poltava Rivne Sambir Simferopol Starokostiantyniv Tchernivtsi Vinnytsia Zaporijjia |